# Serginho Greene
Serginho Greene (Amsterdam, 24 de junho 1982) é um futebolista neerlandês.

## Carreira Profissional
A vida de Greene era toda sobre futebol desde que ele era uma criança, crescendo na parte sudeste de Amsterdã, onde jogar futebol de rua era uma rotina diária. Ele adorava jogar com a bola e trabalhar em sua técnica fazendo truques ou jogando partidas nas ruas de Amsterdã.
Greene começou a jogar no FC Abcoude, um pequeno time da cidade de Amsterdam que fica próximo ao Ajax. Porém, profissionalmente ele iniciou sua carreira em outro time da periferia da cidade, o FC Haarlem, de onde acabou tendo seus direitos federativos comprados pelo Feyenoord. Mas Greene foi emprestado ao RKC Waalwijk, por onde permaneceu por 3 temporadas para ganhar experiência. Depois de boas temporadas pelo RKC Waalwijk, o Feyenoord repatriou o jogador para a temporada 2005. Hoje, Greene é um dos jogadores mais importantes do clube e pode figurar na seleção nacional em breve.

## Estatísticas
| Temporada | Clube        | Competição     | Partidas | Gols |   |
| --------- | ------------ | -------------- | -------- | ---- | - |
| 2001/02   | FC Haarlem   | Eerste Divisie | 34       | 1    |   |
| 2002/03   | RKC Waalwijk | Eredivisie     | 17       | 0    |   |
| 2003/04   | RKC Waalwijk | Eredivisie     | 34       | 3    |   |
| 2004/05   | RKC Waalwijk | Eredivisie     | 31       | 0    |   |
| 2005/06   | Feyenoord    | Eredivisie     | 32       | 1    |   |
| 2006/07   | Feyenoord    | Eredivisie     | 22       | 0    |   |
| 2007/08   | Feyenoord    | Eredivisie     | 0        | 0    |   |
| Total     |              |                |          | 170  | 5 |

## Ligações Externas
- Perfil em LevskiSofia.info (em inglês)